# Ursula Kanizsay

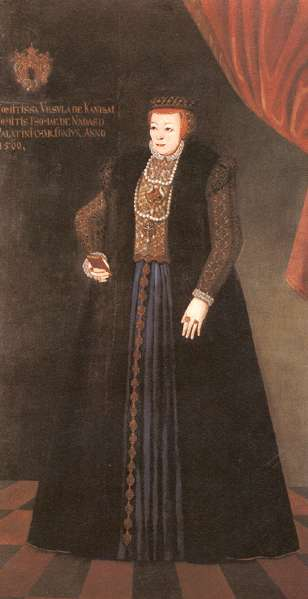
Ursula Kanizsay

Ursula (ungarisch Orsolya) Kanizsay (* 1521; † 1571 in Sárvár) war die letzte Nachkommin der ungarischen Adelsfamilie Kanizsay. Sie war auch die letzte Erbtochter dieses Geschlechts.
Sie wurde als Tochter von László Kanizsai (* 1497, † 21. September 1525) und Anna Katalin Drágffy de Béltek (*~1485) geboren. Mit dem Tod ihres Vaters im Jahr 1525 starb die Familie männlicherseits aus. Als letzte ihrer Familie konnte Ursula Kanizsay das Familieneigentum nur dadurch erben, dass sie mit Erlaubnis des Königs Johann Zápolya zum Jungen erklärt wurde. Bereits 1532 wurde sie als elfjährige mit Thomas III. Nádasdy verlobt, den sie 1535 auch heiratete. Durch diese Heirat ging das Vermögen der Kanizsays auf die Nádasdys über. Thomas III. Nádasdy stieg dadurch zu einem der reichsten ungarischen Magnaten seiner Zeit auf. Nach ihrer Eheschließung blieb Ursula Kanizsay viele Jahre unfruchtbar und kinderlos. Erst nach zahlreichen aufwändigen Gesundheitskuren (unter Leitung des Arztes Caspar Fraxinus) wurde sie nach zwanzig Jahren Ehe schwanger und gebar ihren einzigen Sohn Franz Nádasdy, der sich vor allem in den Türkenkriegen auszeichnete.
Ähnlich wie ihr Ehemann war auch sie eine begeisterte Anhängerin der Reformation. Auf ihrem Herrengut in Sárvár beherbergte und unterstützte sie tatkräftig protestantische Prediger, die anderswo wegen ihres Glaubens verfolgt und drangsaliert wurden. Auch Matthias Dévai und Johannes Sylvester fanden in Sárvár einen Zufluchtsort.
Im Komitat Zala sind viele, von der Familie kommentierte familiäre und freundschaftliche Beziehungen der Ursula Kanizsay bekannt. Wie eine umfangreiche Korrespondenz mit Freunden zeigt, war Kanizsay eine gebildete Frau. Bei Abwesenheit oder bei gesundheitlichen Verhinderungen ihres Mannes Thomas übernahm sie die Verwaltung in Sárvár. Außerdem genoss sie den Ruf einer guten Gärtnerin.
Mit ihrem Tode im Jahr 1571 erlosch das Geschlecht der Kanizsay endgültig. Bestattet wurde Ursula Kanizsay in der damaligen Gruft der Nádasdy im alten, heute nicht mehr existierenden, Kloster Lockenhaus. Bis heute befinden sich ihre sterblichen Überreste in einem Sarkophag der Nádasdy-Gruft unterhalb der römisch-katholischen Pfarrkirche Lockenhaus, wohin sie nach Errichtung der neuen Gruft gemeinsam mit ihrem Gatten überführt wurden.